# Sigma-Inseln
Die Sigma-Inseln umfassen mehrere Inseln und einige Felsen im Palmer-Archipel westlich der Antarktischen Halbinsel. Am nördlichen Ende der Gruppe der Melchior-Inseln liegen sie 5 km nördlich der Etainsel.
Der Name der Inseln, der dem griechischen Buchstaben Sigma entliehen ist, findet sich erstmals auf Kartenmaterial aus dem Jahr 1946, das im Zuge von Vermessungsarbeiten argentinischer Expeditionen in den Jahren 1942 und 1943 entstand. In Argentinien sind sie auch unter dem Namen Islotes Avión bekannt.